# 諾斯維爾 (伊利諾伊州)
諾斯維爾（英語：Northville）是位於美國伊利諾伊州拉薩爾縣的一個非建制地區。該地的面積和人口皆未知。

## 地理
諾斯維爾的座標為41°33′48″N 88°42′19″W / 41.56333°N 88.70528°W，而該地的平均海拔高度為195米（即640英尺）。